# Parc Jean-Drapeau

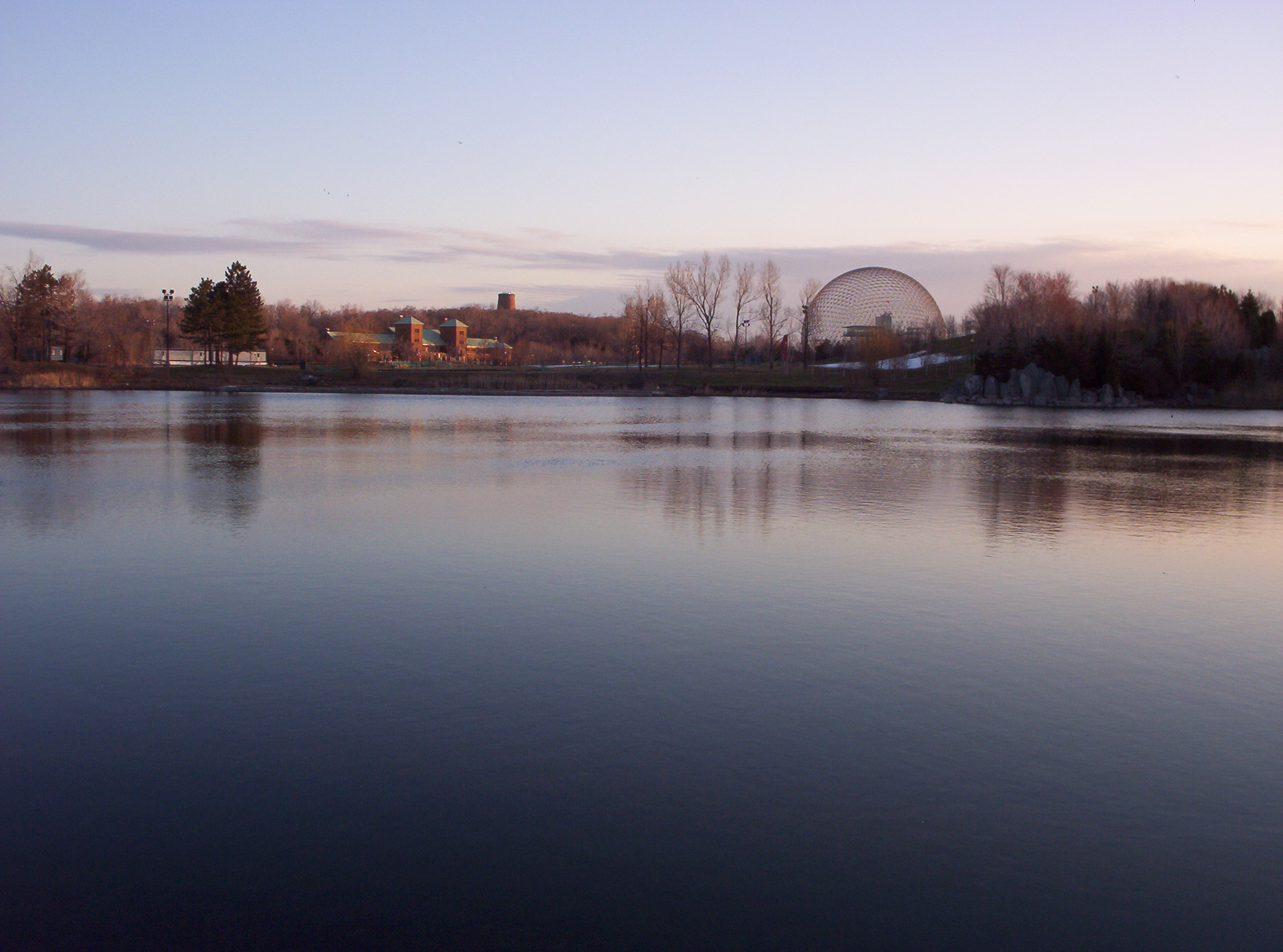
Ansicht der Île Sainte-Hélène und der Biosphère

Der Parc Jean-Drapeau (früher Parc des Îles) ist ein Park in der kanadischen Stadt Montreal. Der Park gehört zum Verbund der Grands parcs de Montréal. Benannt ist er nach Jean Drapeau, einem früheren Bürgermeister Montreals. Die Fläche des Parks beträgt 218 Hektar.

## Lage
Der Parc Jean-Drapeau liegt östlich des Stadtzentrums und umfasst den größten Teil der im Sankt-Lorenz-Strom gelegenen Inseln Île Sainte-Hélène und Île Notre-Dame.

## Geschichte
Nachdem die Île Sainte-Hélène im Besitz der kanadischen Bundesregierung gewesen und zu einer Parkanlage erklärt worden war, gelangte sie 1908 an die Stadt. Durch Aufschüttung des Aushubs, der beim Bau der Metro Montreal anfiel, wurde die Insel ab 1963 vergrößert, während die Île Notre-Dame vollständig neu entstand. Beide Inseln dienten daraufhin als Veranstaltungsort der Weltausstellung Expo 67.
Im September 1999 benannte Bürgermeister Pierre Bourque den Park in Parc Jean-Drapeau um, zu Ehren von Jean Drapeau, der Montreal fast 30 Jahre lang regiert hatte. Die Verwaltung erfolgt durch die Société du parc Jean-Drapeau.